# It’s Only Love (сингл ZZ Top)
It's Only Love (с англ. — «Это просто любовь») — седьмой сингл американской блюз-рок группы ZZ Top, первый сингл альбома Tejas.

## О песне
Сингл записывался в 1976 году в ходе работы над альбомом Tejas. На этом альбоме группа впервые начала достаточно глобально экспериментировать со звуком, смешением стилей и т.п., и песня It's Only Love не стала исключением. По разным оценкам она представляет собой «поп-рок в духе The Rolling Stones» , «песня, близкая к кантри-року» , «смесь любовной песни и рока» .
Не надо ee путать — совсем не надо — с одноимённой классической песней The Beatles. It's Only Love от ZZ Top гораздо ближе по духу к The Rolling Stones, имея более чем мимолётное сходство с непринуждённым нахальством грува Tumbling Dice. Там есть ещё по-настоящему восхитительная вставка из блюзовой гармошки и барабанов.    
Оригинальный текст (англ.)Not to be confused — at all — with the Beatles' classic of the same name, ZZ Top's "It's Only Love" is much closer in spirit to the Rolling Stones, bearing more than a passing resemblance to the laid-back swagger of the "Tumbling Dice" groove. There's also a really nice blues-harp-and-drum break
 
Сингл был выпущен в 1976 году и добрался до 44 позиции в Billboard Hot 100.

## Сторона B
На стороне B релиза находилась композиция Asleep in the Desert (рус. Усопший в пустыне) с того же альбома, редкий для группы инструментал, который очень сильно отличается по стилю от всего, что делала группа.  «Нет ни единого шанса что вы сможете определить эту песню как ZZ Top» . Трек представляет собой инструментальную композицию «в духе спагетти-вестерн», сыгранную на акустической гитаре.
Также существовал вариант промосингла с записью на обеих сторонах песни It's Only Love в моно- и стерео- вариантах.

## Чарты
| Чарты (1976)          | Позиция |
| --------------------- | ------- |
| США Billboard Hot 100 | 44      |

## Участники записи
- Билли Гиббонс — гитара, вокал
- Дасти Хилл — бас-гитара
- Фрэнк Бирд — ударные, перкуссия

Технический состав
- Билл Хэм — продюсер
- Терри Мэннинг — звукооператор